# Загадочные убийства Агаты Кристи
«Загадочные убийства Агаты Кристи» (фр. Les Petits Meurtres d’Agatha Christie) — французский детективный телесериал-антология, основанный на сюжетах произведений Агаты Кристи. Создатели перенесли сюжеты и героев во Францию, добавили больше гротеска и сильно переработали. Главные действующие лица в первом сезоне — комиссар Ларозьер и инспектор Эмиль Лампьон, во втором сезоне — комиссар Сван Лоранс, журналистка Алиса Авриль и секретарша Марлен Леруа, а в третьем сезоне — офицер Макс Беретта, комиссар Энни Греко и психолог Роза Беллекур.

## Сюжет
В сериале «Загадочные убийства Агаты Кристи» нет ни легендарного интеллектуала Эркюля Пуаро, ни проницательной мисс Марпл.
В первом сезоне вместо них загадочные криминальные истории распутывают двое мужчин: комиссар Ларозьер и инспектор Лампьон. Действие происходит в 1930-е годы. Главный герой, расследующий преступления, — комиссар полиции, стремящийся всегда довести дело до конца. Он стремителен, упорен, а главное, обладает фантазией, помогающей ему в работе. Помогает комиссару инспектор Лампьон, немного нервный, но дело своё знающий.
Во втором сезоне загадочные криминальные истории распутывают один мужчина и две женщины: комиссар Сван Лоранс, журналистка Алис Авриль и секретарша Марлен Леруа. Действие сезона происходит в 1950—1960-е годы. Комиссар Сван Лоранс ездит на очень редком, французском спортивном автомобиле
Facel-Vega Facellia Coupé 2+2 (всего таких было выпущено лишь 48 штук).
В третьем сезоне сериала, как и во втором сезоне, также один мужчина и две женщины: офицер Макс Беретта, комиссар Энни Греко и психолог Роза Беллекур. Действие сезона происходит в 1970-е годы.
Особняком стоит вышедший в 2006 году 4-серийный мини-сериал «Убийства на семейном вечере», снятый по мотивам романа Рождество Эркюля Пуаро, в котором впервые появляется инспектор Жан Ларозьер и знакомится с Эмилем Лампьоном. Однако окончание мини-сериала не подразумевало дальнейшего развития сюжета, и через 3 года, когда вышел сериал «Загадочные убийства Агаты Кристи», упоминаний об этом 4-серийном фильме не было. Более того, тот же сюжет по мотивам романа Рождество Эркюля Пуаро был использован в 22 серии второго сезона (Meurtres en solde), но с другими героями.

## Сезоны и серии
- Первый сезон — 11 серий с комиссаром Ларозьером и инспектором Лампьоном.
- Второй сезон — 27 серий с комиссаром Сваном Лорансом, журналисткой Алис Авриль и секретаршей Марлен Леруа.
- Третий сезон — 10 серий с комиссаром Энни Греко, офицером Максом Береттой и психологом Розой Беллекур.

Первый сезон выходил с 9 января 2009 по 14 сентября 2012 года на канале France 2.
1. Убийства по алфавиту (Les meurtres ABC, сюжет основан на произведении Убийства по алфавиту)
2. Вышел месяц из тумана (Am stram gram, сюжет основан на произведении Испытание невинностью)
3. Отравленное перо (La Plume empoisonnee, сюжет основан на произведении Одним пальцем)
4. Дом угрозы (La Maison du peril, сюжет основан на произведении Загадка Эндхауза)
5. Кошка и мыши (Le chat et les souris, сюжет основан на произведении Кошка среди голубей)
6. Я не виновата (Je ne suis pas coupable, сюжет основан на произведении Печальный кипарис)
7. Пять поросят (Cinq petits cochons, сюжет основан на произведении Пять поросят)
8. Прилив и отлив (Le Flux et le Reflux, сюжет основан на произведении Берег удачи)
9. Труп на подушке (Un cadavre sur l'oreiller, сюжет основан на произведении Труп в библиотеке)
10. Убийство во сне (Un meurtre en sommeil, сюжет основан на произведении Спящее убийство)
11. Убийство в театре (Le Couteau sur la nuque, сюжет основан на произведении Смерть лорда Эджвера)

Второй сезон выходил с 29 марта 2013 по 16 октября 2020 года на канале France 2.
1. Игры с зеркалами (сюжет основан на произведении С помощью зеркал)
2. Смерть в бокале шампанского (сюжет основан на произведении Сверкающий цианид)
3. Безмолвный свидетель (сюжет основан на произведении Безмолвный свидетель)
4. Почему не Мартен? (сюжет основан на произведении Почему не Эванс?)
5. Убийство на детском празднике (сюжет основан на произведении Вечеринка в Хэллоуин)
6. Карты на стол (сюжет основан на произведении Карты на столе)
7. Убийство не выгодно (сюжет основан на произведении Убийство на поле для гольфа)
8. Пансион «Ванилос» (сюжет основан на произведении Хикори Дикори Док)
9. Убить легко? (сюжет основан на произведении Убить легко)
10. Mадам Макгинти умерла (сюжет основан на произведении Миссис Макгинти с жизнью рассталась)
11. Убийственная вечеринка (сюжет основан на произведении Объявлено убийство)
12. Таинственное похищение маленького Брюно (сюжет основан на произведении Похищение Джонни Уэйверли)
13. Бледный конь (сюжет основан на произведении Вилла «Белый Конь»)
14. Дело Протеро (сюжет основан на произведении Убийство в доме викария)
15. Загадочное происшествие в «Стиле» (сюжет основан на произведении Загадочное происшествие в Стайлзе)
16. Альбер Мажор был слишком болтлив (сюжет основан на произведении Карибская тайна)
17. Человек в коричневом костюме (сюжет основан на произведении Человек в коричневом костюме)
18. Зеркало ломается (сюжет основан на произведении И, треснув, зеркало звенит…)
19. Убийственная мода (сюжет основан на произведении Третья девушка)
20. Преступление в Рождество (специальная рождественская серия, оригинальный сюжет)
21. Драма в трех действиях (сюжет основан на произведении Трагедия в трёх актах)
22. Убийства в продаже (сюжет основан на произведении Рождество Эркюля Пуаро)
23. Смертельная мелодия (сюжет основан на произведении Загадка Ситтафорда)
24. Дин Дэн Донг (сюжет основан на произведении Зло под солнцем)
25. По направлению к нулю (сюжет основан на произведении Час ноль)
26. Свидание со смертью (сюжет основан на произведении Свидание со смертью)
27. Труп за завтраком (оригинальный сюжет, музыкальная комедия)

Третий сезон выходил с 29 января 2021 по 8 марта 2024 года на канале France 2.
1. Ночь, которая никогда не закончится (сюжет основан на произведении Бесконечная ночь)
2. Темная комната (оригинальный сюжет)
3. Лощина (сюжет основан на романе Лощина)
4. Когда мыши танцуют (оригинальный сюжет)
5. Умереть на сцене (оригинальный сюжет)
6. Пока смерть не разлучит нас (оригинальный сюжет)
7. Убийства третьей степени (оригинальный сюжет)
8. В мгновение ока (оригинальный сюжет)
9. Смертельная карма (оригинальный сюжет)
10. Убийства в школе-интернате (оригинальный сюжет)

## Фильм о фильме
В 2017 году на канале TV5MONDE Europe вышел документальный фильм Les petits meurtres, secrets de tournage (Загадочные убийства, секреты работы съемочной группы) о съемках сериала. Исполнительница роли Алисы Авриль — Бландин Беллавуар — проводит «экскурсию» на съемочную площадку.